# Bali Sándor
Bali Sándor (Újdombóvár, 1923. február 18. – Budapest, 1982. január 2.) magyar politikus, 1956 hőse, a Nagy-Budapesti Központi Munkástanács társalapítója és titkára.

## Életrajza
1923-ban született Újdombóváron egy 12 gyermekes napszámos család legkisebb gyermekeként. A hat elemi elvégzése után napszámos volt, majd cseléd. 1944 őszén leventeként nyugatra vitték, egy év múlva tért haza. 1946-tól a Beloiannisz Híradástechnikai Gyárban dolgozott. A sztahanovista mozgalom részvevőjeként többször is kitüntették, korában az ország egyik legjobb szerszámkészítőjének számított. 1946-ban belépett az MKP-ba, majd 1948-tól annak megszűnéséig az MDP tagja volt.
1956-ban feleségével együtt részt vett a budapesti tüntetéseken. A Beloianisz Híradástechnikai Gépgyár egyik küldöttjeként amellett szállt síkra, hogy a munkástanácsok nem ismerhetik el a Kádár-kormányt, azonban tárgyalhatnak vele. Bali javaslatát az értekezlet elfogadta, és november 14-én deklarálták a Nagybudapesti Központi Munkástanács (NBKMT) megalakulását, amely jogosult volt az összes budapesti gyár munkásainak nevében tárgyalni a Kádár-kormánnyal.
A megalakulás kezdetétől Balit akarták a NBKMT elnökévé, azonban csak titkári feladatot vállalt, a tárgyalásokat viszont minden esetben ő vezette. December 11-én az Országház 17-es kapujánál Rácz Sándorral együtt letartóztatták, miután elvei mellett kitartva nem volt hajlandó együttműködni a Kádár-kormánnyal. 1958-ban 12 évi börtönbüntetésre ítélték, 1963-ban sok társával együtt amnesztiával szabadult.
1982-ben temetésén részt vett ifj. Bibó István, Göncz Árpád, Mécs Imre, Litván György is. Krassó György búcsúztatta.
2007 novemberében az 56-os Szövetség javaslatára a Munkástanácsok Országos Szövetségének elnök-alapítója, Palkovics Imre emléktáblát állított Bali Sándor egykori lakóhelyén a Podmaniczky (akkor Rudas László) utca 64. szám alatt, ahol minden év október 23-án megemlékeznek az egész ország Munkástanács-vezetői és számos közéleti személyiség.
2009-ben az 56-os Szövetség javaslatára Budapest 11. kerületében utcát neveztek el Bali Sándorról.

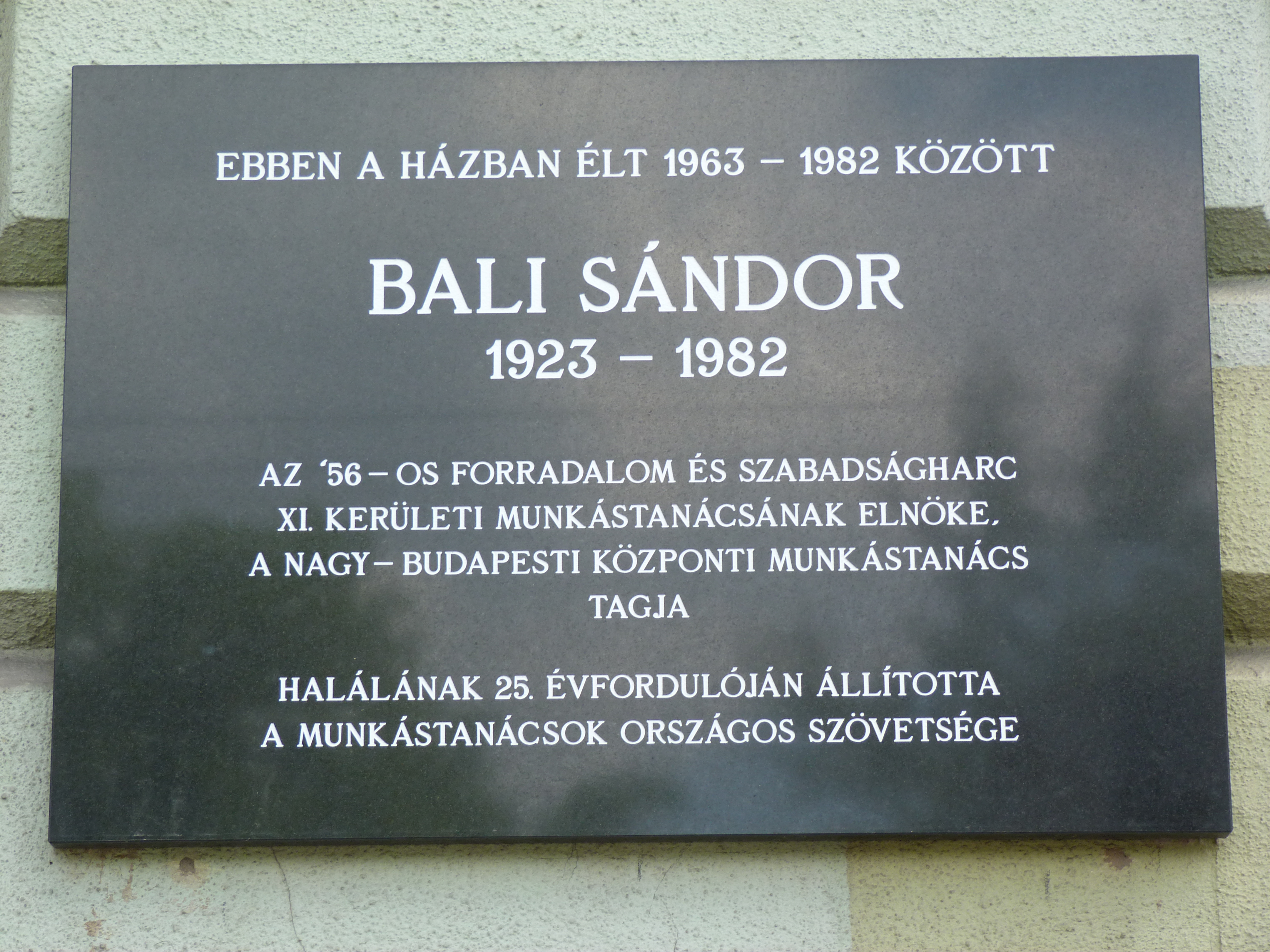
Bali Sándor emléktáblája

## Családja
Két gyermeke, tőlük két unokája (ifj. Bali Sándor és Sztefán) született. Fia 1983-ban, özvegye 2010-ben hunyt el.